# سيدني سامبسون
سيدني سامبسون (بالإنجليزية: Sydney Sampson)‏ هو فلاح وصحفي ومالك صحيفة ‏ وسياسي أسترالي، ولد في 1863 في أستراليا، وتوفي في 24 مارس 1948 في أستراليا. حزبياً، نشط في مستقل. وقد انتخب عضو مجلس النواب الأسترالي عن دائرة Division of Wimmera ‏ (12 ديسمبر 1906 – 13 ديسمبر 1919).